# Plevník-Drienové
Plevník-Drienové és un poble i municipi d'Eslovàquia que es troba a la regió de Trenčín.

## Història
La primera menció escrita de la vila es remunta al 1354.

## Demografia
| Godina             | 1994 | 2004   | 2014   | 2024   |
| ------------------ | ---- | ------ | ------ | ------ |
| Nombre de persones | 1568 | 1589   | 1613   | 1718   |
| Diferència         |      | +1,33% | +1,51% | +6,50% |

| Godina             | 2023 | 2024   |
| ------------------ | ---- | ------ |
| Nombre de persones | 1694 | 1718   |
| Diferència         |      | +1,41% |